# Ruderschiff
Als Ruderschiff werden Schiffe bezeichnet, die durch Rudern mit Riemen angetrieben werden, oftmals unterstützt durch eine zusätzliche Hilfsbesegelung.
Die Antriebsform des Ruderns stellte bis zur Industrialisierung die einzige vom Wind unabhängige Fortbewegungsmethode auf dem Meer dar. Ruderschiffe wurden deshalb insbesondere als Kriegsschiffe benutzt. In der modernen Zeit haben Ruderschiffe allerdings keine Bedeutung mehr.
Triremen konnten mehr als 11,5 Knoten Geschwindigkeit erreichen. Aus historischen Daten wurde rekonstruiert, dass eine Trireme einmal ein Etmal (Wegstrecke in 24 h) von 216 Seemeilen (rund 400 km) erreicht hat, was einer Durchschnittsgeschwindigkeit von 9 Knoten entspricht. Wikingerlangschiffe erreichten – wie Versuche mit Nachbauten (z. B. mit der Helge Ask) gezeigt haben – Geschwindigkeiten von mehr als 14 Knoten.

## Antike Schiffe
- Einruderer: die Triakontere (Dreißigruderer) und Pentekontere (Fünfzigruderer) waren Griechische Langschiffe, vorwiegend Kriegsschiffe, 
 unüblich sind die Bezeichnungen Monere (griechisch) / Monoreme (römisch)
- Zeiruderer: Diere (griechisch) / Bireme (römisch), Kriegsschiff
- Dreiruderer: Triere (griechisch) / Trireme (römisch), Kriegsschiff
- Vierruderer: Tetrere (griechisch) / Quadrireme (römisch), Kriegsschiff
- Fünfruderer: Pentere (griechisch) / Quinquereme (römisch), Kriegsschiff
- Liburne (römisch), Kriegsschiff
- Navis actuaria (römisch), Transportschiff
- Navis lusoria (römisch), Kriegsschiff, vorwiegend auf Flüssen

## Mittelalterliche Schiffe
- Wikingerlangschiff
- Dromone
- Pamphile
- Galeere
- Fusta
- Galeote

## Neuzeitliche Kriegsschiffe
- Galeere
- Galeasse